# Kanggye
Kanggye (en coreà: 강계시) és la capital provincial de Chagang, Corea del Nord i té una població de 209.000 habitants. A causa de la seva importància estratègica, derivada de la seva topografia, ha estat un indret d'interès militar des de l'època de la Dinastia Joseon (1392-1910). Kanggye es troba en el punt de trobada de quatre rius, incloent entre ells el Riu Changja. Altres indrets d'interès turístic inclouen el Pavelló Inphung i la muntanya Ryonhwa.

## Transports
Kanggye és un centre de transport, i està connectada amb altres ciutats per carretera, transport ferroviari i aeri. Es troba en l'encreuament de les vies de Kanggye i Manp'o. A més, hi ha les carreteres que connecten a Pyongyang i altres municipis. La ciutat està situada prop d'una base aèria militar i civil de doble propòsit.

## Educació
La Universitat d'Educació de Kangyye, la Universitat Tecnològica de Kangyye i la Universitat de Medicina de Kanggye es troben en la ciutat.

## Indústria minera
Des de l'any 1945, la indústria minera es va desenvolupar ràpidament. Kanggye té una indústria minera que produeix coure, zinc, mineral de carbó i grafit.

## Indústria fustera
Kanggye disposa d'una de les principals fàbriques de processament de la fusta de la província de Chagang i de Corea del Nord. La fàbrica de transformació de la fusta de Kangyye, és una serradora estatal que es troba en la ciutat de Kanggye. A l'inici de les operacions, es van produir només dos tipus de mobles (taules de menjador i escuradents esterilitzats) a través del treball manual. Amb el temps s'ha convertit en un productor de mobles gràcies a una modernització integral, produint fusta amb centenars i desenes d'instal·lacions modernes de producció. Entre la maquinària en ús hi ha polidores de tot ús, màquines i serres. Mentrestant, la fàbrica ha dirigit un esforç en el programa de modernització del treball d'assecatge, que és una part important del procés de la fusta. En fer innovacions tècniques (com ara la substitució d'una caldera de processament induït per l'assecatge i els forns d'assecatge utilitzant combustibles diferents del carbó), la fàbrica va augmentar la producció i va reduir la mà d'obra.